# Antidaphne antidaphneoides
Antidaphne antidaphneoides är en sandelträdsväxtart som först beskrevs av Carlos Toledo Rizzini, och fick sitt nu gällande namn av J. Kuijt. Antidaphne antidaphneoides ingår i släktet Antidaphne och familjen sandelträdsväxter. Inga underarter finns listade i Catalogue of Life.